# NEXRAD

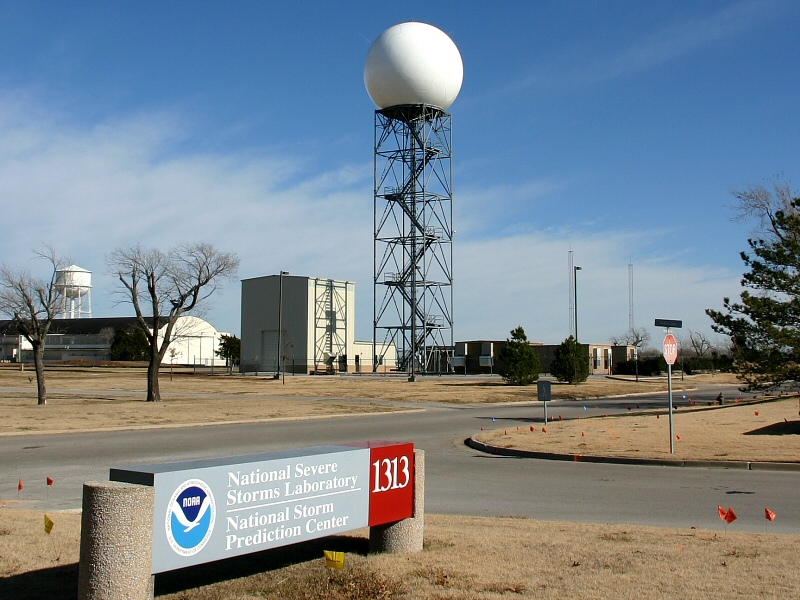
Um radar NEXRAD WSR-88D do Centro de Operações de radar.

NEXRAD ou Nexrad (do inglês: Next-Generation Radar), que é a abreviação de radar da nova geração, é uma rede de 158 radares Doppler de alta resolução e operados pelo Serviço Nacional de Meteorologia dos Estados Unidos, uma agência da National Oceanic and Atmospheric Administration (NOAA) pertencente ao Departamento de Comércio dos Estados Unidos da América. Seu nome técnico é WSR-88D, que é a abreviação de Weather  Surveillance Radar, 1988, Doppler (radar Doppler de pesquisas meteorológicas de 1988).
Um radar NEXRAD detecta movimentos de precipitação, da atmosfera ou do vento, e retorna os dados que, ao serem processados, podem ser mostrados num mapa mosaico que mostra as características da precipitação e seu movimento. Um NEXRAD possui uma ênfase crescente na automação, incluindo-se o uso de algoritmos e escaneamentos de volumes automatizados.